# Abondance (cépage)
Pour les articles homonymes, voir Abondance.
L'abondance est un cépage originaire de Savoie, historiquement cultivé dans la vallée de l'Isère. Il n'est quasiment plus cultivé de nos jours. Il est le fruit d'un croisement naturel du gouais blanc avec un cépage indéterminé.

## Caractéristiques
Rustique, fertile et vigoureux, il est progressivement abandonné au profit de cépages moins acides.
Permet la production de vin blanc et mousseux léger et souple.

## Synonymes
Liste des synonymes et noms locaux :
- Abondance de Doué, ou de Doui
- Gamay d'Abondance
- Gamay d'Orléans
- Grosse Bourgogne
- Pineau de Saint-Georges
- Pineau rouge
- Pineau rouge de Brissac
- Plant de Bazouge
- Rouge Pineau
- Rouget